# Alexandre Ruiz
Pour les articles homonymes, voir Ruiz et Alexandre Ruiz (homonymie).
Alexandre Ruiz, né le 2 octobre 1975 à Casablanca au Maroc, est un journaliste, commentateur sportif, animateur de radio et de télévision franco-espagnol.

## Biographie
Petit-fils d’Espagnols ayant fui le pays après la victoire de Franco, il est né à Casablanca (Maroc), en 1975, de parents franco-espagnols. Après avoir obtenu son diplôme de l'école de journalisme de Toulouse, il a débuté au service des sports de l'AFP à Toulouse.
Il fait ses premiers pas à la télévision sur Canal+, comme chroniqueur dans l'émission D2Max présentée par David Berger qui traite des rencontres de deuxième division. Il devient ensuite journaliste spécialisé en Liga espagnole dans l'émission L'Équipe du dimanche sous l'aile de Thierry Gilardi qui en fait son protégé et le propulse commentateur des grandes rencontres de Ligue des Champions sur les antennes du groupe Canal+ (Sport+ notamment).
Fin 2005, il est plongé dans un coma artificiel à la suite d'un accident de la route survenu avec son collègue Luc Sonor alors qu'ils allaient commenter un match de football à Troyes. Après une opération et neuf jours de coma, il se remet finalement assez vite.
De 2006 à 2008, il présente l'émission Jour de foot le samedi soir en direct sur Canal +.
Lui qui devait animer l'émission des Jeux olympiques d'été de 2008 et L'Équipe du Dimanche à la rentrée 2008, est immédiatement mis à pied par Canal + à la suite de son départ sur Europe 1, l'animateur ayant un contrat d'exclusivité avec la chaîne cryptée.
En août 2008, Alexandre Ruiz rejoint Europe 1 pour animer Les Grands Directs du Sport en fin de semaine et pour commenter les matchs de l'Équipe de France et de Ligue des champions en semaine.
Depuis septembre 2009, il présente le Multiplex Europe 1-Ligue 2, le Multiplex Europe 1-Ligue 1 et commente le Grand Match du Dimanche Soir, après la suppression des Grands Directs du Sport.
Durant l'été 2009 et l'été 2010, ainsi que pendant les fêtes de fin d'année, Alexandre Ruiz anime une émission d'un autre genre : MDR - Les Matins de Ruiz, une émission consacrée à l'humour sur Europe 1.
De mars 2010 à mai 2010, il anime quotidiennement Europe 1 Foot du lundi au jeudi de 20h30 à 22h30 avec Guy Roux, Franck Sauzée et Denis Balbir. En remplacement d'Alexandre Delpérier démissionnaire après avoir été mis à pied une semaine à la suite de fausses interviews de Raymond Domenech et de Thierry Henry.
En avril 2010, il collabore pour Orange sport où il anime Sport experience.
Pendant la coupe du monde 2010, il fait partie des envoyés spéciaux d'Europe 1 et commente tous les matchs diffusés sur l'antenne avec Jean-Charles Banoun.
En mars 2011, il présente une fois par mois, le Grand Multiplex du Rire sur Comédie ! avec Pierre Ménès, Laurent Paganelli, Ariane Brodier et Willy.
Du 6 juillet 2011 au 10 août 2011, il présente l'émission L'Étoffe des champions sur France 3.
Mi juillet 2011 il quitte la présentation d'Europe 1 Sport (émission de radio). Il est remplacé par Jean-Charles Banoun, à l'époque chef du service des sports.
En 2012, Alexandre Ruiz rejoint beIN Sports (déclinaison française d'Al Jazeera Sport) et est chargé de la présentation du Football Show la grande émission foot du lundi soir à 21 heures. Il est également présent avec ces consultants en bord de pelouse lors des matches de Ligue des champions de l'UEFA
Il présente la soirée des trophées UNFP en 2019.
Le 22 mars 2021, il annonce son départ de BeIN Sports pour se lancer sur la plateforme Twitch. Dans les jours qui suivent, des médias publient des articles faisant état d'accusations de harcèlement moral sur ses collaborateurs et collaboratrices.
Le 1 mai 2021, il arrive sur la web TV LeStream pour animer une émission le samedi et le dimanche en première partie de soirée qui traite de l'actualité du football européen. En parallèle il assure la couverture de l'Euro 2020 sur sa chaîne YouTube dans l'émission RuizClub , entouré de plusieurs correspondants européens dont Michela Macalli, Seb Vidal, Sacha Tavolieri, Albert Masnou ou Hardy Hasselbruch.
En juin 2022, Alexandre Ruiz rejoint l'opérateur Free, détenteur des droits de diffusion de la Ligue 1 Uber Eats avec 100% des matchs en quasi-direct depuis 2020.

## Publications
- Le Guide du Football 2007/2008, Paris, Éditions Timée, 2 octobre 2007, 372 p.
- L'histoire des clubs, Paris, 2007
- Le Guide du Football 2008/2009, Paris, Édition Timée, 2008[6]
- Le Guide du Football 2009/2010, Paris, Édition Timée, 2009[6]
- Le Guide du Football 2016/2017, Talent sport, 2016